# Stallwang
Stallwang é um município da Alemanha, situado no distrito de Straubing-Bogen, no estado da Baviera. Tem 20,59 km² de área, e sua população em 2019 foi estimada em 1.377 habitantes.